# Sean Averhoff
Sean Averhoff (Amburgo, 1985) è un ex giocatore di football americano e allenatore di football americano tedesco che ha giocato nel ruolo di linebacker e defensive lineman.